# ルーデン
ルーデン（ドイツ語: Luhden）は、ドイツ連邦共和国ニーダーザクセン州シャウムブルク郡のザムトゲマインデ・アイルゼンを構成する町村（以下、本項では便宜上「町」と記述する）の一つである。この町はヴェーザー山地地方周縁部のシャウムブルク地方に位置する。アウトバーンA2号線が通っており、ハノーファーとビーレフェルトとの間に位置する。

## 歴史
ルーデンに関する最初の文献上の記録は1281年のオーベルンキルヒェン修道院の資料集に遺されている。

## 行政

### 議会
この町の町議会は11議席からなる。

## 経済と社会資本

### 交通
- 最寄りのアウトバーンのインターチェンジは、A2号線ハノーファー - ドルトムント間のバート・アイルゼン・インターチェンジで、約 2 km 離れている。
- 町の北を、ビュッケブルクからハーメルンに向かう連邦道B83号線が走っている。

## 引用
1. ↑  Landesamt für Statistik Niedersachsen, LSN-Online Regionaldatenbank, Tabelle A100001G: Fortschreibung des Bevölkerungsstandes, Stand 31. Dezember 2023